# Itaporanga (Paraíba)
Itaporanga is een gemeente in de Braziliaanse deelstaat Paraíba. De gemeente telde 23.192 inwoners (schatting 2010) over een gebied van 468 km². De gemeente ligt in de regio van de Piancó vallei en wordt samengesteld door 18 deelgemeenten. Een van de belangrijkste toeristische attracties van de gemeente is haar traditioneel Sint-Petrusfeest in de maand juli, en een monument ter ere van Christus Koning met een hoogte van 30 meter op de Serra do Cantinho, geplaatst in opdracht van Monseigneur José Sinfrônio de Assis Filho (1924–2006), beter bekend als pastoor Zé, met de financiële steun van de katholieke gelovigen uit de regio. Itaporanga was gastheer van de grootste amateurvoetbalkampioenschappen van Brazilië, die begonnen op de eerste mei. Daarnaast worden nog twee traditionele feesten gevierd, het stadsfeest op 9 januari en het FICA in november – het Kunst- en Cultuurfestival van Itaporanga, opgezet door cultuuractivist en historicus Paulo Rainério Brasilino.
De gemeente grenst aan Pedra Branca, Boa Ventura, Diamante, Aguiar, Igaracy en Piancó.

## Geschiedenis
In 1765 kocht Antonio Vilela de Carvalho de grond waar nu de stad Itaporanga ligt. In 1840 richten de bewoners de eerste kerk ter ere van Onze-Lieve-Vrouw van Conceição op. Het dorp ontwikkelde zich verder tot 1863 wanneer het de stadstitel verkreeg volgens de provinciale wet nummer 104 van 11 december 1863. Deze beslissing werd geofficialiseerd op 9 januari 1865, met de eerste naam van de stad 'Misericórdia'.
In november 1938 veranderde de naam in "Itaporanga", een Tupi woord dat "Mooie Steen" betekent, door de combinatie van de termen Itá ("steen") en porang ("mooi"). In 1943 keerde de naam "Misericórdia" terug tot januari 1949, waarna het weer "Itaporanga" werd.
De gemeente heeft een deel van haar grondgebied verloren voor de vorming van de gemeenten Curral Velho, Serra Grande, Boa Ventura, Pedra Branca, São José de Caiana en Diamante.
Het idee voor een monument van Christus Koning ontstond in 1955, met de komst van pastoor José Sinfrônio de Assis Filho naar Itaporanga, dat op dat moment een van de gewelddadigste steden van de deelstaat was, als gevolg van geschillen over landeigendom. Pastoor Zé zag dit naast het probleem van de droogte waar de bevolking ook mee bezig was, hij beloofde dat als die situatie verbeterd zou zijn, hij een monument zou bouwen van Christus, net zoals er een staat in zijn woonplaats, Cajazeiras. Enige tijd later begon men met de bouw van het standbeeld dat werd ingehuldigd op het feest van Christus Koning op 26 november 2000.